# Nanwang
Nanwang (chino simplificado: 南旺镇; pinyin: Nánwàngzhèn) es una ciudad en el condado de la prefectura Wenshang, ciudad de nivel uno junto a la ciudad de Jining, en la provincia de Shandong, una de las provincias históricas de China.
El área alrededor de Nanwang era el punto más alto alrededor del histórico Gran Canal de China, que a los inicios de 1411 fue desarrollado para controlar el flujo de agua con el innovador Sistema de distribución de agua de Nanwang, construido específicamente para resolver la gestión del agua en este entorno geográfico de características geológicas y orográficas adecuadas.